# Ozio
Il termine ozio (derivato dal latino otium) genericamente si riferisce a ciò che caratterizza un lasso di tempo, più o meno lungo, durante il quale, occasionalmente o abitualmente, per carattere, per libera scelta o per costrizione, non si svolga nessuna attività particolarmente profittevole come può accadere che si presenti nel caso del cosiddetto "dolce far niente" inteso come «uno stato di ozio felice e spensierato».

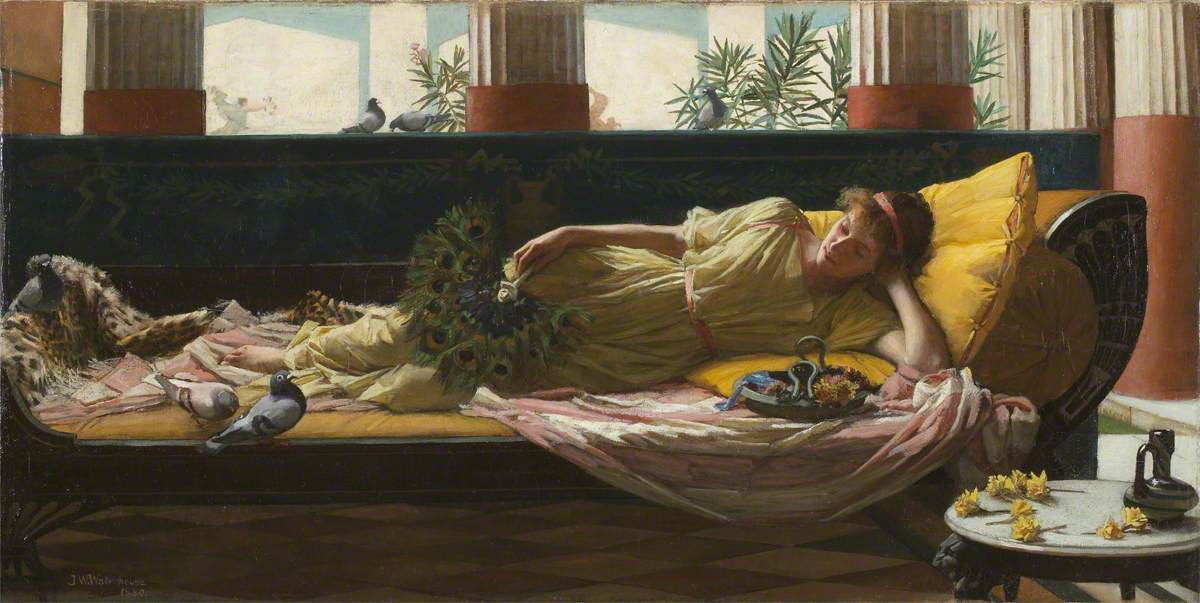
Dolce far niente, dipinto di John William Waterhouse

## Storia del concetto
Dapprima furono i Greci a celebrare l'ozio, collegandolo soprattutto alle classi aristocratiche e dominanti.
(Virgilio, Bucoliche)
Erano esclusi da questo privilegio, innanzitutto gli stranieri o i membri delle classi subalterne. Le persone dedite ai lavori manuali, come gli artigiani, non erano ben considerate in quanto scarsamente dedite all'ozio, che era alimentato dalla partecipazione alle attività teatrali, sportive o politiche. Il termine ozio era espresso dai Greci con la parola σχολή (scholḗ) che, secondo un'interpretazione etimologica, significava inizialmente "tempo libero" per cui l'ozio indicherebbe il possedere del tempo da usare in attività disinteressate come lo studio con senz'altro fine che la conoscenza o la contemplazione intima di sé stessi.
Nell'antichità romana il termine indicava un periodo di tempo libero dagli affari (negotia) pubblici o politici in cui ci si poteva dedicare a un'occupazione che riguardasse lo studio (otium litteratum) o il soddisfacimento dei propri impegni domestici o della cura del proprio patrimonio. Di conseguenza lo schiavo, che per definizione era uno instrumentum vocale,  non poteva essere ozioso in quanto destinato solo all'azione produttiva materiale.
Per Catone il vecchio (234–149 a.C.), al quale viene attribuito il detto «l'ozio è il padre dei vizi», l'otium, che non va confuso con la inertia, ossia l'assenza di ogni ars e neppure con la desidia, ossia lo "star sempre seduti", è la migliore espressione delle antiche virtù romane, l'operosità in primo luogo, incarnate dal mos maiorum. Catone infatti, che avrebbe voluto che il foro fosse lastricato di pietre aguzze per non far sostare i passanti romani a chiacchierare pigramente come fanno a dismisura i greci, loro sì, oziosi , è convinto che: 

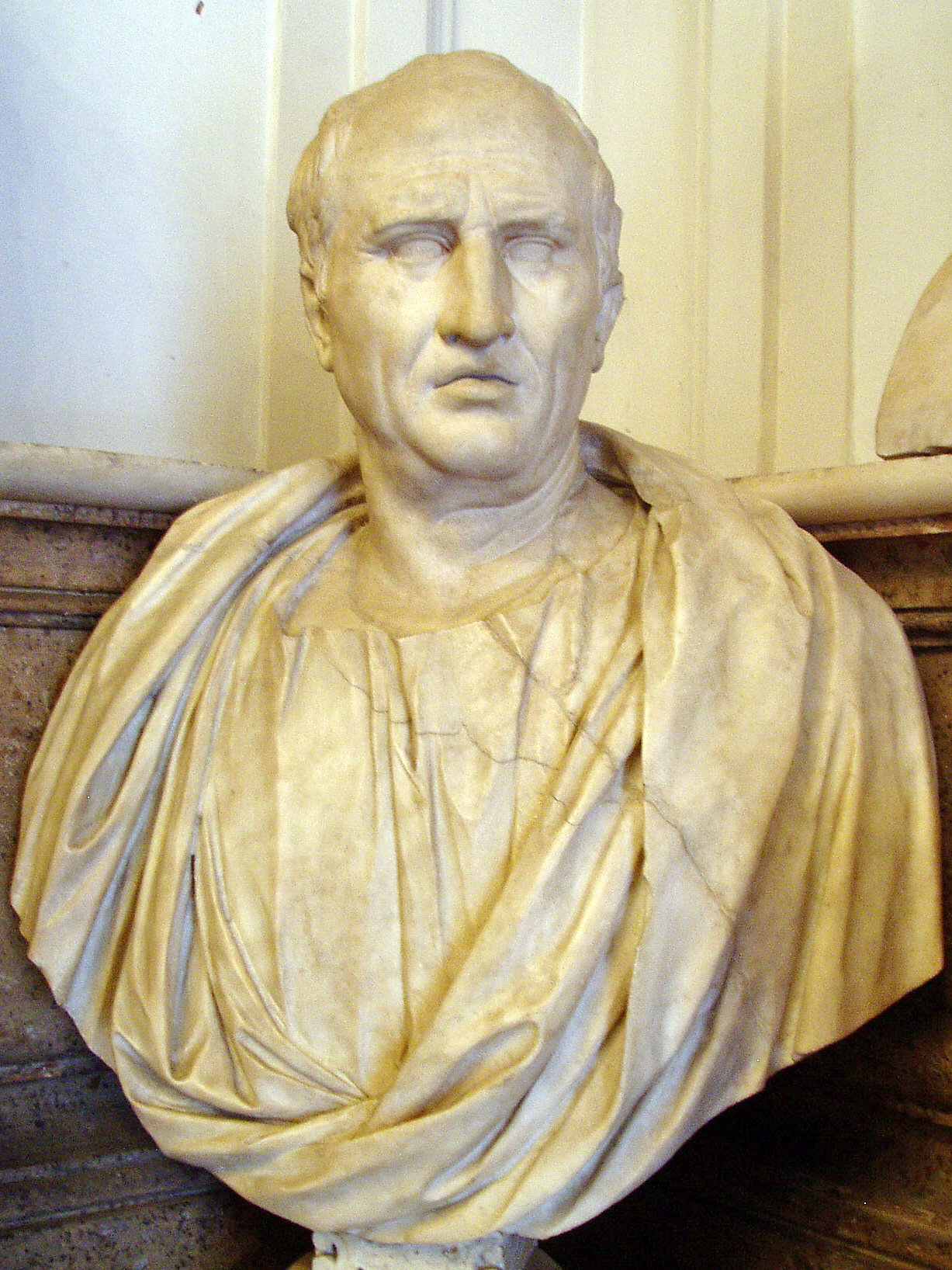
Busto di Cicerone (Musei Capitolini, Roma

A parere di Catone dunque, si può essere grandi non solo nel fare ma anche nell'otium. Un insegnamento questo accolto da Cicerone che confrontava il suo otium con quello di Cassio Longino: infatti, mentre questo impiegava il suo tempo libero nel leggere orazioni, c'era qualcuno più grande di lui che, come affermava orgogliosamente Cicerone, impegnava il suo otium a scriverle:
La tormentata età di Cesare, attraversata dai gravi eventi politici, è segnata dalla comparsa di alcuni grandi letterati come Gaio Valerio Catullo (84 a.C.–54 a.C.), Tito Lucrezio Caro (94 a.C.-50 a.C.) e Cicerone, che esprimono nelle loro opere la disillusione dei loro progetti politici. Catullo e Lucrezio contribuiscono a creare la nuova figura dell'intellettuale che rifiuta l'impegno politico e si isola, dedicandosi interamente alla letteratura. Catullo profonde il suo otium nella poesia amorosa, come era ora intesa dai neoteroi, gli emuli dei raffinati lirici alessandrini. Lucrezio, dopo la crisi dei valori sociali romani, si isola nell'individualismo epicureo che sostituisce l'amicizia alla politica e si dedica alla ricerca della verità usando, come i primi filosofi greci, un linguaggio poetico arcaico e solenne.
Cicerone considera l'ozio, studio delle arti liberali e del pensiero filosofico, come una caratteristica dell'uomo libero che ne fa strumento di impegno civile e politico. Scipione l'Africano, che nel De re publica rappresentava il modello di intellettuale e capo politico illuminato che non si era mai abbandonato all'otium, in quanto «anche nel tempo libero Scipione pensava agli affari pubblici», nel De officiis Cicerone lo mette a confronto con la sua condizione di forzata assenza dall'attività politica, da un impegno che egli ha allora trasfuso in quell'otium intellettuale che gli ha permesso la produzione di un'ampia opera filosofica:
(Cicerone, De officiis)

Una scelta simile a quella di Cicerone, ma senza auto compatimenti e rimpianti, sembra essere quella di Sallustio (86 a.C.-35 a.C.): 
(Sallustio, De coniuratione Catilinae, 3, 3-5; 4, 1-4)
Ormai in età imperiale anche il poeta satirico Giovenale è critico con la tendenza dei suoi contemporanei ad interessarsi soltanto al tempo libero da dedicare agli spettacoli del circo, coniando la famosa espressione “panem et circenses”. Ormai l'ozio aveva cessato di essere un privilegio per le classi dominanti, divenendo accessibile anche ai più poveri, foraggiati dalle distribuzioni alimentari gratuite.

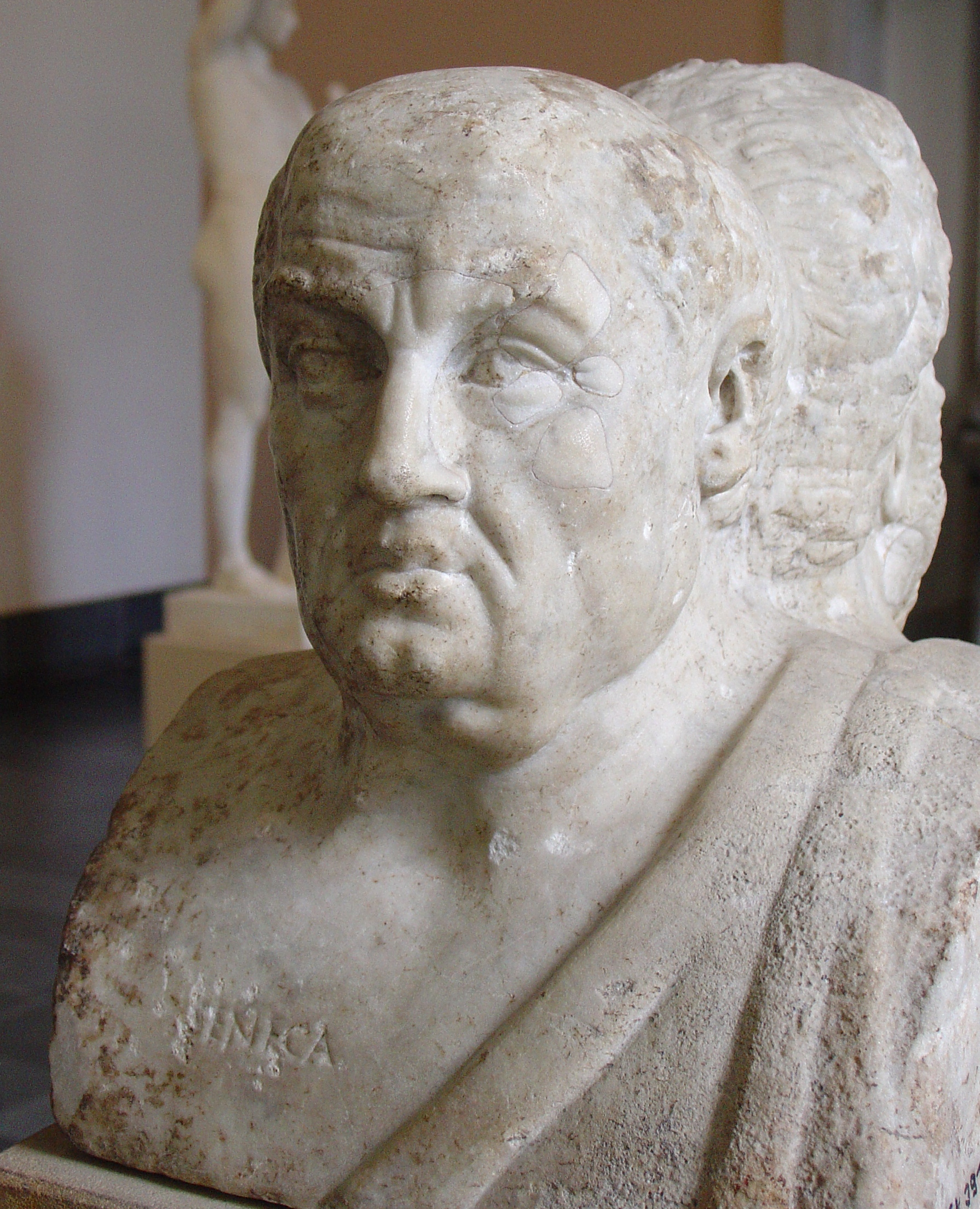
Seneca

Il primo ad occuparsi in modo articolato e completo dell'ozio fu il filosofo romano Lucio Anneo Seneca nei due dialoghi De brevitate vitae e De otio. Secondo il suo schema di pensiero, l'ozio sarebbe da intendersi come sinonimo di vita ritirata, a cui l'uomo saggio dovrebbe necessariamente votarsi per non vivere in una società corrotta. 
A questo punto allora l'otium per il saggio diventa una necessità:
Con il cristianesimo la considerazione dell'ozio subisce una svalutazione tale che nella teologia morale l'ozio viene considerato come una trascuratezza dei propri doveri, la cui gravità dipende dall'importanza di ciò che non è stato fatto. In quest'ultima accezione nel cattolicesimo si parla di accidia, cioè dell'indolenza ad operare il bene, considerata come uno dei sette vizi capitali. Il giudizio sulla negatività dell'ozio diviene particolarmente evidente con la riforma protestante, quando si afferma l'idea della sacralità del lavoro che, quando genera buoni frutti, offre al credente la prova della benevolenza divina nei suoi confronti.
Ancora una volta dell'ozio si appropriarono le classi dominanti come nella Gran Bretagna del XVIII e XIX secolo.
Una vera e propria teorica dell'ozio è elaborata dal pensatore inglese Bertrand Russell nel suo saggio Elogio dell'ozio, in cui pone enfasi sull'importanza del sapere inutile rispetto a quello pratico. Saranno infatti proprio questi "oziosi", che si contrapponevano ad una moltitudine di salariati senza tempo a disposizione, a creare nuovi orizzonti per la scienza, per la letteratura e per la cultura in generale.

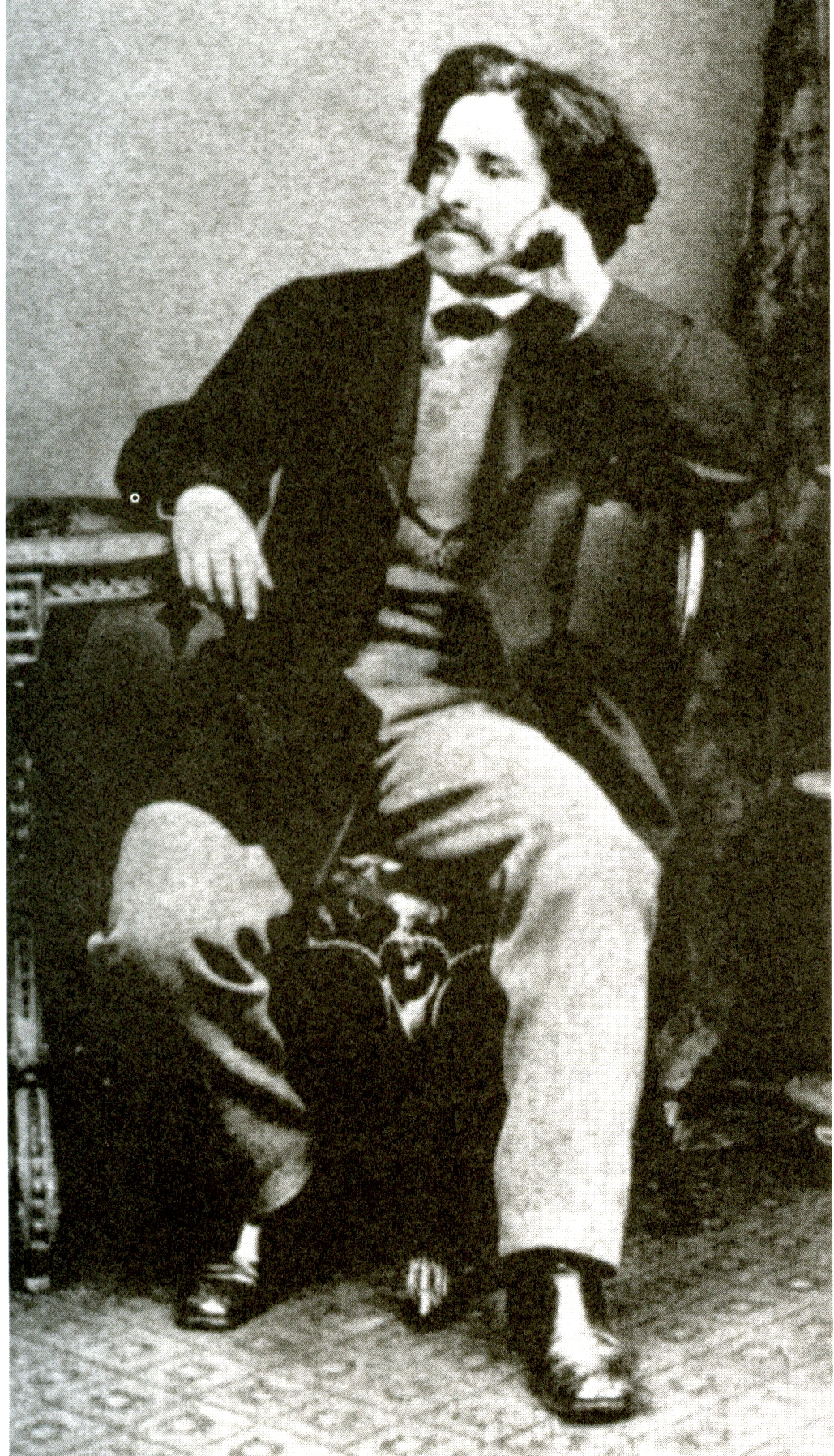
Paul Lafargue

Una singolare concezione dell'ozio è quella elaborata dal genero di Karl Marx, Paul Lafargue, che era stato discepolo di Proudhon e fondatore con Jules Guesde del Partito operaio francese. Nel suo pamphlet Il diritto all’ozio pubblicato nel 1880 Lafargue si oppone nettamente alla visione del marxismo che considerava il lavoro come massima espressione dell'uomo e strumento di rivendicazione e riscossa sociale. Al contrario:
poiché è proprio il lavoro che avvilisce l'umanità, così che
Lo stesso Marx, in ogni caso, auspicava - nell'alveo della società socialista da egli delineata - un'abolizione del lavoro, conseguenza della fine del sistema produttivo e di scambio tipico del sistema capitalista.

## L'ozio nella cultura di massa

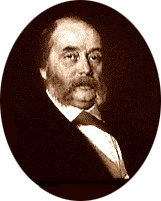
Ivan Aleksandrovič Gončarov

Una sottile analisi di tutto ciò che non va confuso con il concetto di semplice ozio è nell'opera Oblomov di Ivan Aleksandrovič Gončarov. Il protagonista del romanzo rappresenta l'incarnazione non dell'otium litteratum ma di tutto ciò che confina con l'ozio ma non lo rappresenta interamente: l'indolenza, l'apatia, la noia, la pigrizia, il rimpianto per l'infanzia vissuta nel ricordo come un'età priva di responsabilità. Nonostante tutto la vita di Oblomov sarà serena e quasi felice perché 
Notevoli sono poi i lavori dello scrittore umoristico inglese Jerome Klapka Jerome come Tre uomini in barca, Tre uomini a zonzo, I pensieri oziosi di un ozioso. Jerome K. Jerome contribuì a diffondere nella cultura di massa l'idea della positività dell'ozio, dalle tribune della rivista da lui fondata, The Idler (lett.: Il fannullone).
Nel 2005 il giornalista e scrittore britannico Tom Hodgkinson ha elaborato addirittura un manifesto sull'ozio, con la previsione di punti programmatici.
In Italia si ricorda soprattutto la provocazione beffarda del poeta laziale Giovanni Battista Marini, detto "Titta", che nel dopoguerra fondò il circolo Fronte dell'ozio, con tanto di logo (un granchio che spezza una vanga) e un programma per gli aderenti chiamati "Ozzziosi" (con tre zeta).
Sugli stessi temi il filosofo Domenico De Masi pubblicò i libri Il futuro del lavoro. Fatica e ozio nella società postindustriale (Milano, Rizzoli, 1999, 2007) e L'ozio creativo (Milano, Rizzoli, 2002).
Nel 2012, il disegnatore newyorkese Tim Kreider ha pubblicato un articolo sul New York Times intitolato "The ‘Busy’ Trap", in cui descrive i suoi conoscenti, perfino i bambini, come esausti dal carico di occupazioni, afflitti dall'ansia cronica e dal senso di colpa per ogni minuto di inattività. Lo scambio via Skype con una collega che si era recentemente trasferita in Francia è l'occasione per riflettere su questa condizione: la collega aveva sempre pensato di essere ansiosa e depressa, mentre in Francia per la prima volta scopriva di poter essere felice e aveva iniziato da poco una relazione amorosa. Kreider descrive quindi la propria giornata tipo come più "produttiva" di molte altre persone, proprio perché sfugge alla trappola dello stress delle occupazioni continue.